# Colonia Viraró
Colonia Viraró é uma junta de governo da província de Entre Ríos, na Argentina.